# Michel de Codignac

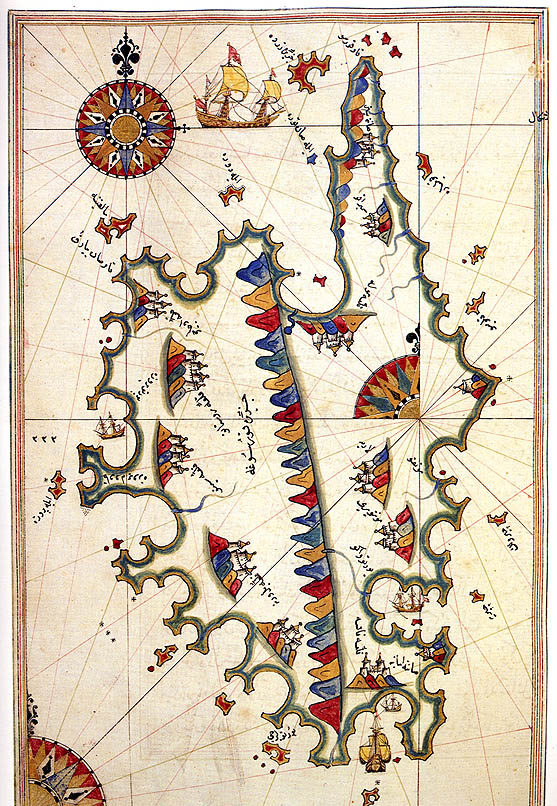
Codignac participó en la diplomacia detrás de la invasión franco-otomana de Córcega en 1553.

Michel de Codignac fue embajador de Francia en el Imperio Otomano de 1553 a 1556 y sucesor de Gabriel de Luetz d'Aramon.
Michel de Codignac presionó por el apoyo otomano durante la invasión de Córcega (1553). Se sabe que participó en las campañas de Solimán hacia Persia y que navegó con la flota otomana en su campaña contra Piombino, Elba y Córcega en 1555.
Los últimos meses de Codignac en el Imperio Otomano fueron difíciles, ya que fue atacado por Rustem Pasha por la incapacidad del gobierno francés para pagar las deudas con los otomanos. El propio Codignac aparentemente había contraído deudas y fue deshonrado por el sultán.
Regresó a Europa en 1558, pasando por Venecia en julio de 1558, y entró al servicio de Felipe II de España, ante la ira del gobierno francés.